# Raúl Dorra
Humberto Raúl Dorra Zech (San Pedro de Jujuy, 5 de septiembre de 1937 - Puebla de Zaragoza, 13 de septiembre de 2019) fue un académico universitario, semiotista y escritor argentino nacionalizado mexicano; se especializó en semiótica, poesía de tradición oral y literatura y fue miembro de la Academia Mexicana de la Lengua y de la Academia Mexicana de las Ciencias.

## Biografía
Vivió su infancia y juventud en su país natal; estudió Literatura Modernas en la Universidad Nacional de Córdoba, más adelante ejerció como profesor en dicha universidad así como en la Universidad Católica de Cuyo. El golpe de Estado del 1976 lo obligó a refugiarse en México, país que lo acogería hasta su muerte. Realizó estudios de posgrado en  la Universidad Nacional Autónoma de México y trabajó como profesor investigador en la Benemérita Universidad Autónoma de Puebla donde fundó el Centro de Ciencias del Lenguaje, así como el Programa de Semiótica y Estudios de la Significación, mismo que dirigió hasta el fin de sus días.  
En cuanto a publicaciones fundó la revista Morphé y la revista indizada Tópicos del Seminario. Su escritura tanto académica como creativa fue prolífica y reconocida a nivel internacional, por lo que colaboró en múltiples publicaciones como Comunidad, Crítica, Dialéctica, Espacios, Infame Turba, La Palabra y El Hombre, Márgenes, Revista de la Universidad Autónoma de Puebla y Texto Crítico. 

## Nombramientos y distinciones
- Becario del Fondo Nacional para la Literatura y las Artes (1968).
- Medalla Gabino Barreda (1978).
- Director del Programa de Semiótica y Estudios de la Significación (1998).[3]
- Miembro de la Academia Mexicana de la Lengua  (2011).[4]
- Miembro del Instituto Internacional de Literatura Iberoamericana.
- Investigador Emérito del Sistema Nacional de Investigadores (2018).[5]
- Medalla Francisco Javier Clavijero (2018).[6]

## Obra publicada
- 1967. Aquí en este desierto. Rosario: Biblioteca popular Constancio.
- 1971. Nuevos narradores argentinos. Antología de Néstor Sánchez . Caracas, Venezuela: Monte Ávila.
- 1977. Sermón sobre la muerte. México: UAP
- 1979. La pasión, los trabajos y las horas de Damián. México, D. F.: Premià.
- 1981. La canción de Eleonora. México, D. F.: Joaquín Mortiz (Serie del Volador).
- 1981. Los extremos del lenguaje en la poesía tradicional española. México, D. F.: Universidad Nacional Autónoma de México (Cuadernos del Seminario de Poética; 5) / Instituto de Investigaciones Filológicas (UNAM) / Seminario de Poética.
- 1982. De la lengua escrita. México: Universidad Tecnológica de Aguascalientes.
- 1986. La literatura puesta en juego. México, D. F.: Universidad Nacional Autónoma de México.
- 1989. Hablar de literatura. México: Fondo de Cultura Económica.
- 1994. La hoguera y el viento. José Emilio Pacheco ante la crítica. Selección y prólogo de Hugo J. Verani 2458.  México: Universidad Nacional Autónoma de México / Era.
- 1994. Profeta sin honra: memoria y olvido en las narraciones evangélicas. Portada de Carlos Palleiro.  México, D.F.: Siglo XXI Editores (Teoría) / Benemérita Universidad Autónoma de Puebla [BUAP].
- 1996. Conjuntos. Teoría y enfoques literarios recientes. Edición de Alberto Vital.  México, D. F.: Universidad Veracruzana / Universidad Nacional Autónoma de México / Instituto de Investigaciones Filológicas (UNAM) (Ediciones especiales; 4) / Instituto de Investigaciones Literarias y Semiolingüísticas.
- 1997. Entre la voz y la letra. Puebla, Puebla: Plaza y Valdés / Benemérita Universidad Autónoma de Puebla.
- 1997. El cuerpo ausente (Sor Juana y el retrato de Lisarda). México: El Colegio de México.
- 1997. La tierra del profeta. México, D. F.: Universidad Autónoma Metropolitana / Dirección de Difusión Cultural de la Universidad Autónoma Metropolitana (Molinos de Viento; 118).
- 1999. Ofelia desvaría. Córdoba, Argentina: Alción.
- 1999. Cuento y figura, la ficción en México. Edición, prólogo y notas de Alfredo Pavón.  Tlaxcala, Tlaxcala: Instituto Nacional de Bellas Artes / Consejo Nacional para la Cultura y las Artes / Universidad Autónoma de Tlaxcala (Serie Destino Arbitrario; 17).
- 2002. La retórica como arte de la mirada. México, D. F.: Plaza y Valdés / Benemérita Universidad Autónoma de Puebla.
- 2003. Con el afán de la página. Córdoba, Argentina: Alción.
- 2003. Semiótica y estética. Puebla, Puebla: Benemérita Universidad Autónoma de Puebla. (Coautoría con María Isabel Filinich)
- 2004. Alfonso Reyes: perspectivas críticas: ensayos inéditos. Coordinación de Pol Popovic Karic,  Fidel Chávez Pérez,  Monterrey, Nuevo León: Plaza y Valdés / Instituto Tecnológico y de Estudios Superiores de Monterrey.
- 2005. La casa y el caracol. Puebla, Puebla: Plaza y Valdés / Benemérita Universidad Autónoma de Puebla / Dirección General de Fomento Editorial [BUAP].
- 2006. José Emilio Pacheco: perspectivas críticas. Coordinación de Pol Popovic Karic,  Fidel Chávez Pérez,  México, D. F.: Siglo XXI Editores / Instituto Tecnológico y de Estudios Superiores de Monterrey.
- 2006. El problema de los géneros géneros al filo del nuevo siglo: IV congreso internacional de literatura Latinoamericana. México, D. F.: Universidad Autónoma Metropolitana (Cultura Universitaria. Serie Ensayo).
- 2011. Lecturas del calígrafo. Diseño de portada María Luisa Martínez Passarge.  México, D. F.: Siglo XXI Editores (La Creación Literaria).
- 2014. ¿Leer está de moda? Córdoba Argentina: Alción.